# Adolf Vojta-Jurný
Adolf Vojta-Jurný (19. dubna 1893 Rakovník – 10. listopadu 1957 Benešov) byl český divadelní a filmový herec.

## Život

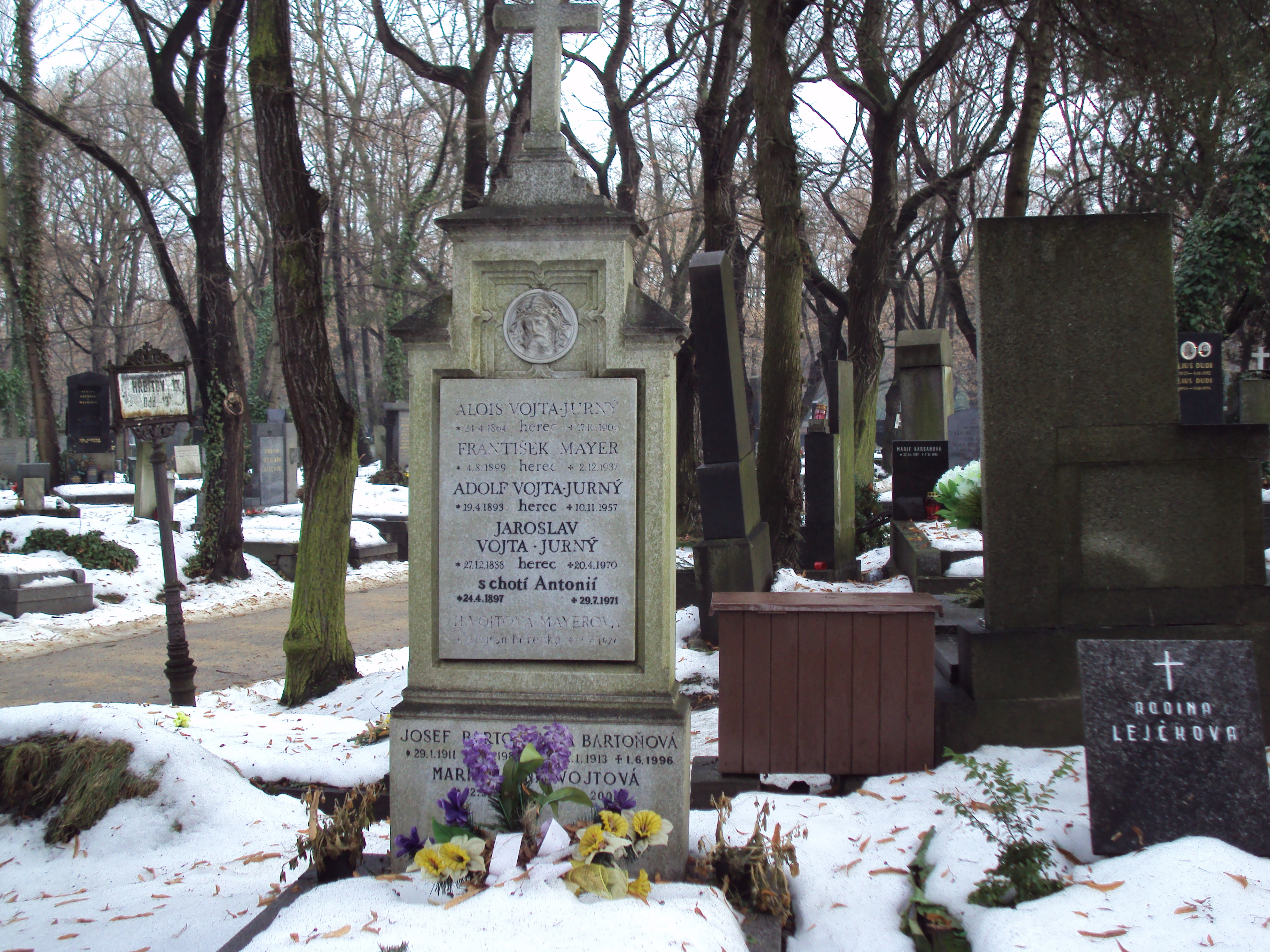
Hrob hereckého rodu Vojta-Jurný na Olšanských hřbitovech

Narodil se v Rakovníku herci Aloisi Vojtovi-Jurnému a jeho ženě Amálii roz. Němečkové. Matka po několika dnech po jeho narození zemřela, a tak vyrůstal s otcem a sourozenci. V roce 1905 se rodina usadila v Praze a v následujícím roce mladý Adolf ztratil i otce, který v důsledku zhoubné choroby spáchal sebevraždu. Následně se vyučil na Smíchově uměleckému zámečnictví. Za Rakousko-Uherska sloužil u námořnictva a odbýval si vojenskou službu jako námořník v Pulji. Poté pracoval nějaký čas v plzeňských Škodových závodech, kde se seznámil s Jaroslavem Průchou, který jej inspiroval k herecké práci.
Po skončení první světové války bydlel v Blovicích, kde v letech 1919–1921 účinkoval v tamním ochotnickém spolku a přírodním jevišti na Dubí. V letech 1921–1925 prošel několika kočovnými divadelním společnostmi, na jednu sezonu nastoupil do Slovenského národního divadla v Bratislavě a další rok působil v Plzni. Z let 1926–1941 není známo jeho divadelní působení. V letech 1941–1948 hrál v činohře a operetě v divadle na Kladně, v letech 1948–1951 ve Slaném a jevištní kariéru ukončil v Městském oblastním divadle v Benešově, kde působil v letech 1951–1957. Stejně jako na divadelních prknech, tak i ve filmu stál zcela ve stínu svého úspěšnějšího bratra Jaroslava.
Své vrcholné herecké umění předvedl v divadelních inscenacích, např. v Mahenově dramatické hře Jánošík, v Jiráskově divadelní hře Lucerna nebo Šubertově dramatu Jan Výrava.
K filmové práci se dostal až těsně před koncem svého života jako završení herecké dráhy. Debutoval v roce 1952 pod režií Karla Steklého jako předseda poslanecké sněmovny František Tomášek v dramatu Anna proletářka podle stejnojmenného románu Ivana Olbrachta. V roce 1954 se mihl v epizodní roli starého českého venkovana s plnovousem ve filmu režiséra Otakar Vávry Jan Hus. V roce 1955 ztvárnil roli husitského hejtmana Kuneše ve filmu Otakara Vávry Jan Žižka a o rok později ztvárnil stejnou postavu ve filmu Proti všem. Právě ve Vávrově husitské trilogii se na plátně Adolf Vojta–Jurný setkal i se svým bratrem Jaroslavem a sestrou Hermínou. Adolf Vojta-Jurný ojediněle spolupracoval i s rozhlasem.
Adolf Vojta–Jurný zemřel 10. listopadu 1957 v Benešově ve věku šedesáti čtyř let. Pohřben je s otcem, bratrem i sestrou, švagrovou a dalšími členy rodiny na pražských Olšanských hřbitovech.